# Cratere Blazhko
Blazhko è un cratere lunare di 51,11 km situato nella parte nord-orientale della faccia nascosta della Luna.
Il cratere è dedicato all'astronomo russo Sergej Nikolajevič Blažko.

## Crateri correlati
Alcuni crateri minori situati in prossimità di Blazhko sono convenzionalmente identificati, sulle mappe lunari, attraverso una lettera associata al nome.
| Blazhko | Coordinate             | Diametro (in km) |
| ------- | ---------------------- | ---------------- |
| D       | 32°47′24″N 145°27′00″W | 40,2             |
| F       | 31°12′00″N 146°23′24″W | 33,34            |
| L       | 29°09′00″N 147°23′24″W | 44               |
| R       | 29°49′12″N 150°00′36″W | 53,98            |